# Sofiivka, Hornostaiivka
Sofiivka (în ucraineană Софіївка) este un sat în comuna Slavne din raionul Hornostaiivka, regiunea Herson, Ucraina.

## Demografie
Componența lingvistică a localității Sofiivka
     Ucraineană (96%)
     Rusă (4%)
Conform recensământului din 2001, majoritatea populației localității Sofiivka era vorbitoare de ucraineană (96%), existând în minoritate și vorbitori de rusă (4%).